# Sockennämnd
Sockennämnd inrättades i kyrksocknarna genom 1843 års sockenstämmoförordning. Nämnden blev socknens verkställande organet, under sockenstämman, för fattigvård och hälsovård. Inrättandet av sockennämnden kan ses som ett förstadium till införandet av kommuner 1863. Genom 1862 års kommunalförordningar blev sockennämnderna kommunalnämnder i de nya borgerliga kommunerna.